# Jerónimo Mallo
Jerónimo Mallo (1887 - 1963) es un crítico literario, hispanista y abogado español.
Nacido en Astorga, estudió Derecho, y publicó algunos trabajos sobre esta disciplina de sesgo marcadamente social, como por ejemplo La criminalidad colectiva de los estados y el derecho penal del porvenir (Madrid, M. Aguilar, 1931) o «Los salarios excepcionalmente bajos de la industria española», en Revista de Política Social, n.º 9, Madrid, 1928; luego se trasladó a vivir a los Estados Unidos, donde fue profesor de la Universidad de lowa y del Florida Southern College y escribió numerosos artículos sobre lengua y literatura españolas para revistas especializadas de Europa y América, entre ellas Cuadernos del Congreso por la Libertad de la Cultura, Revista Iberoamericana, Hispania y The Modern Language Journal. Escribió un famoso libro, España: Síntesis de su civilización (1957), cuya segunda edición, revisada y aumentada por Juan Rodríquez-Castellano, es de 1970 (Nueva York: Scribner’s Sons, 1970). Atento a Hispanoamérica, también se interesó por los anglicismos hispanoamericanos y La obra poética de Alfonso Reyes (1955), e investigó la última época de la poesía de Antonio Machado, la obra de José Ortega y Gasset, el Modernismo y la caracterización del llamado Tremendismo.